# Tanetze de Zaragoza
Tanetze de Zaragoza là một đô thị thuộc bang Oaxaca, México. Năm 2005, dân số của đô thị này là 1581 người.